# Falk Müller
Falk Müller (* 24. Oktober 1968 in Leipzig; † 31. Dezember 2021 ebendort) war ein deutscher Rugbyspieler, -trainer sowie -schiedsrichter. Er trainierte unter anderem die Rugby-Bundesligamannschaft des RC Leipzig. Als Spieler war er DDR-Nationalspieler.

## Spielerkarriere
Falk Müller begann mit dem Rugby im Jahr 1979 im Alter von 10 Jahren beim TSV 1893 Leipzig-Wahren. 1986 nahm Müller mit einer Auswahl von Spielern aus der Region Sachsen und Brandenburg an einer Rumänientour teil. Am Ende dieser Tour wurde er als „Bester Spieler“ ausgezeichnet. Von 1985 bis 1986 – unterbrochen durch eine Verletzung – sowie von 1988 bis 1990 war Müller DDR-Nationalspieler.
In seiner Nachwuchszeit wurde er 1986 bei der DDR-Juniorenmeisterschaft Zweiter und 1987 Dritter. Müller und seine Teamkollegen standen im letzten DDR-Pokalfinale. Das Team wechselte nach der Wende zum SC DHfK Leipzig. Als Zwischenstation wurde wenige Jahre später die Rugby-Abteilung beim TSV Leipzig Wahren reaktiviert.

## Karriere als Vereinstrainer

### TSV 1893 Leipzig-Wahren
Ab 2000 begann Müller zunehmend eine Tätigkeit neben dem Platz. Als Nachwuchstrainer konnte er sein Team bis zur Vizemeisterschaft bei der Deutschen Meisterschaft 2002 der Altersklasse U 12 führen. Zwei Jahre später konnte sein früheres Team, nun unter dem neuen Trainer Jens Meierhöfer, Deutscher Meister in der Altersklasse U 14 werden. Mit der Gründung des RC Leipzig (RCL) wechselte auch er seine Vereinsmitgliedschaft.

### Rugby Club Leipzig
Müller engagierte sich weiter im Nachwuchsbereich. Zusätzlich zur Arbeit beim Rugby Club Leipzig unterstützte er ab 2008/2009 den im Umland liegenden Verein SV Stahl Brandis beim Aufbau der Rugby-Abteilung. Dabei führte er Schul-AG's durch und trug aufgrund seiner Erfahrung zur positiven Entwicklung des neuen Vereins bei. Weitere Schul-AG's in Leipzig, die von Müller initiiert wurden, haben heute noch Bestand und werden selbstständig von den Sportlehrern durchgeführt. Eine Schul-AG gewann den 1. Schulrugby-Cup der Sparkasse Leipzig.
In 2010 bot sich Müller eine besondere Chance. Er konnte den Posten des Trainers der Herrenmannschaft, damals noch in der Regionalliga, übernehmen. Durch einen konsequenten Trainingsplan und eine langfristige Strategie konnte sich der RCL 2012 als Zweiter in der Tabelle der Regionalliga Nordost platzieren. Durch diesen Umstand, eine Bundesligareform, die Erweiterung der 1. Bundesliga auf 24 Teams und den Zwangsabstieg von RU Hohenneuendorf e. V. wurde der Aufstieg in die erste Rugby-Bundesliga möglich. Mit regionalen Meistertiteln im 7er-Rugby konnte Müller auch in der olympischen Sparte sein Können beweisen und den RCL als erfolgreichsten Verein Mitteldeutschlands etablieren.

### Rugby-Verein Leipzig Scorpions
Im Frühjahr 2014, mitten in der laufenden Saison, trat Müller vorübergehend von seinem Amt als Trainer zurück. Ursache dafür war eine längere Auseinandersetzung zwischen dem Vorstand und dem damaligen Trainer der Herrenmannschaft. Die Auseinandersetzung führte letztendlich zu persönlichen Angriffen zwischen verschiedenen Personen im Verein. Auch nach Vermittlungsversuchen der Mannschaft zwischen dem Vorstand und dem Trainer konnte keine Einigung erzielt werden. Im Endergebnis verließ der beurlaubte und später entlassene Trainer Falk Müller, der immerhin an einigen Erfolgen des RCL unter anderem auch in der 1. Bundesliga beteiligt war, den Verein. Wenige Wochen später wurde der Verein Rugby-Verein Leipzig Scorpions, mit Heimspielstätte im Leipziger Mariannenpark, gegründet.
Das Nachwuchsteam um Trainer Falk Müller und Schulkoordinator Mirko Möbius-Winkler besuchte in den ersten Monaten nach der Gründung sieben Grundschulen im Leipziger Norden und Osten. Damit konnte der junge Verein schon über 300 Kindern den Rugby-Sport vorstellen. Anfragen über dauerhafte Kooperationen in Form von Ganztagesangeboten liegen bereits vor. Der nächste Schritt ist nun der Besuch und die Vorstellung von Rugby in den unteren Klassen der Oberschulen.

## Landestrainer in Sachsen
Als Vereinstrainer hat Müller Erfolge verbucht, sodass eine Berufung als Landestrainer in 2012/2013 eine logische Konsequenz war. Mit Teilnahmen an Deutschen Meisterschaften der Landesverbände wurde der Versuch unternommen, die Region Mitteldeutschland nachhaltig zu fördern. Auf der Landesverbandsmeisterschaft 2013 der Herren „Berlin Sevens“ erreichte Sachsen den 7. Platz.
Im August 2014 sichtete der Rugby-Verband Sachsen auf dem Gelände des Rugby-Clubs Leipzig Nachwuchsspieler der sächsischen Vereine. Die Veranstaltung wurde als Mischung aus Trainingslager und Sichtung konzipiert. Unter der Anleitung der Landestrainer Falk Müller, Lars Wochatz und Martin Wittig wurden potentielle Spieler entdeckt und der aktuelle Leistungsstand erfasst.

## Erfolge

### Erfolge als Trainer
Rugby Club Leipzig
- Aufstieg in die 1. Rugby-Bundesliga: 2012
- Regionalliga Vize-Meister: 2012
- Nordost 7er-Liga Meister: 2012
- Mitteldeutscher 7er-Meister: 2011
- Deutscher Vizemeister U14: 2002

### Erfolge als Spieler
- DDR Junioren-Vizemeister: 1986

## Auszeichnungen
- Verdienstnadel des Deutschen Rugby-Verbands